# Siderus leucophaeus
Siderus leucophaeus is een vlinder uit de familie van de Lycaenidae. De wetenschappelijke naam van de soort werd als Bithys leucophaeus in 1818 gepubliceerd door Jacob Hübner. De soortnaam "leucophaeus" is Latijn voor "asgrauw".

## Synoniemen
- Thecla halala Hewitson, 1868
- Thecla volupia Hewitson, 1874
- Thecla purpura Druce, 1907